# Encyclia guadalupeae
Encyclia guadalupeae là một loài thực vật có hoa trong họ Lan. Loài này được R.González & Alvarado mô tả khoa học đầu tiên năm 1999.